# Waynon
Waynon é um filme de drama libanês de 2013 dirigido e escrito por Tarek Korkomaz, Zeina Makki, Jad Beyrouthy, Christelle Ighniades, Salim Habr, Maria Abdel Karim e Naji Bechara. Foi selecionado como representante do Líbano à edição do Oscar 2014, organizada pela Academia de Artes e Ciências Cinematográficas.

## Elenco
- Carol Abboud
- Rodrigue Sleiman
- Latifeh Moultaka
- Antoine Moultaka
- Takla Chamoun
- Liliane Nemri
- Ziad Soueiby
- Diamand Bou Abboud
- Elie Metri
- Carmen Lebbos
- Julian Farhat
- Nada Abou Farhat
- Talal El-Jordi
- Lara Khabbaz